# Synagogue de Vincennes
La synagogue de Vincennes fait partie des huit synagogues qui ont été totalement ou en partie financées par le banquier mécène Daniel Iffla, dit Osiris.

## Synagogue ashkénaze
Dès 1901, le consistoire israélite de Paris décide la création d'une communauté officielle à Saint-Mandé, qui regroupe aussi les fidèles de Vincennes et des communes environnantes. Initialement composée de Juifs alsaciens ayant opté pour la France en 1871, elle a accueilli à la fin du XIXe siècle et au début du XXe siècle de nombreuses familles d'Europe centrale, fuyant la misère et les pogroms. Le 30 mai 1902, le grand-rabbin de Paris, David Léon, nomme le rabbin Willard ministre officiant de la communauté.
Le 13 novembre 1903, les époux Viteau concèdent au Consistoire de Paris un bail sur un terrain situé à Vincennes au 12 rue Charles Marignier sur lequel sera édifiée la nouvelle synagogue. À la suite de modifications dans l'agencement des voies, la synagogue aura comme nouvelle adresse, 30 rue Céline Robert. La construction de la synagogue est confiée à l'architecte Victor Tondu, qui édifie également sur le même modèle la synagogue de Tours . La cérémonie d'inauguration a lieu le 5 septembre 1907. Les offices religieux se déroulent selon le rite ashkénaze. La synagogue est une des rares synagogues de France qui fonctionnera de façon presque ininterrompue depuis son inauguration jusqu'à nos jours, même pendant les heures sombres du régime de Vichy.
Le bâtiment de la synagogue est situé au fond d'une petite cour. Avant de pénétrer dans le hall de prière, on entre dans un petit vestibule par un porche à arc plein cintre. Le porche est surmonté d'un fronton triangulaire sur lequel est gravée une étoile de David. Le bâtiment possède un étage réservé aux femmes et se termine par une terrasse, entourée d'une balustrade. Au-dessus de l'entrée, le fronton est surmonté des Tables de la Loi. De chaque côté de la cour, des bâtiments administratifs et le logement du rabbin.
Selon la pratique consistoriale française du début du XXe siècle, l'autel ou bimah est situé juste devant l'Arche sainte. Pour éclairer la salle, trois fenêtres à arc plein cintre avec vitraux situées sur le mur est, où se trouve l'Arche sainte, et trois paires de petites fenêtres au premier étage sur le mur ouest, derrière la galerie réservée aux femmes. Les femmes prennent place soit au rez-de-chaussée derrière les hommes, séparées par un rideau, soit au premier étage sur une galerie avec balustrade en bois. Une plaque commémorative remercie le généreux donateur : « Ce temple et ses dépendances ont été édifiés sur un terrain appartenant à l'Association Consistoriale de Paris par les soins de Monsieur Daniel Osiris Iffla sous la direction de monsieur Tondu architecte. MDCCCCVII ».

## Synagogue séfarade
Dans les années 1960, avec l'afflux de réfugiés juifs d'Afrique du Nord et d'Égypte, la communauté de Vincennes, jusqu'alors presque essentiellement ashkénaze, met à disposition des fidèles séfarades, un local, annexe de la synagogue où les prières se dérouleront selon le rite algéro-marocain ou tunisien.
En février 2005, une nouvelle synagogue séfarade, Beth Raphael, est inaugurée dans un bâtiment contigu au bâtiment de la synagogue ashkénaze. On pénètre dans cette synagogue par le côté nord de la cour. Son style est profondément différent de la synagogue ashkénaze. Les murs sont d'une blancheur immaculée, avec de nombreux chandeliers en argent et selon le rite séfarade, la bimah est située au milieu de la salle. La galerie des femmes située au premier étage, sur les murs ouest, nord et sud, ne possède pas de balustrade, mais est protégée par des panneaux de verre.
Un centre communautaire, situé de l'autre côté de la rue, regroupe des salles de cours pour le Talmud Torah et des salles de réception.

## Galerie de photographies

La synagogue vue de la rue.
Porte de la synagogue donnant sur la cour.
Arche sainte de la synagogue ashkénaze.
Intérieur de la synagogue ashkénaze.

Intérieur de la synagogue séfarade.
Intérieur de la synagogue ashkénaze. Vue sur la galerie des femmes.
Intérieur de la synagogue séfarade. Vue sur la galerie des femmes.